# Siemens C55
Siemens C55 — сотовый телефон фирмы Siemens AG из недорогой серии C, четвертое поколение. Один из самых продаваемых сотовых телефонов по итогам 2003 года.
Телефон выпускался в трех базовых цветах: Aqua, Champagne, Bordeaux.

## Особенности
Аппаратная конфигурация телефона полностью совпадала с Siemens A55, телефоны отличались лишь внешним видом и программным обеспечением. С помощью интерфейсного кабеля и специального программного обеспечения можно было в домашних условиях производить замену прошивки.
Благодаря возможности смены панелей корпуса и клавиатуры выпускалась кастомизированная операторская модель Siemens CT56 для компании Cingular, дизайн которой разработала Zoe Design Associates.
В продаже также были представлены Siemens C55 Limited Edition, это были коллаборации "F1 Crand Prix 2003" и "Real Madrid" 
По сравнению с предыдущим поколением (Siemens C45) модель выделяется поддержкой GPRS class 8 и JAVA2 Micro Edition. Также появилось голосовое управление.
В телефоне применен новый интерфейсный разъем, что сделало выпущенные ранее аксессуары несовместимыми с аппаратом.

### Инновации
В этом телефоне впервые для Siemens применена технология независимого блока клавиш. Их можно было приобретать отдельно и устанавливать в корпус.
В качестве сопутствующих изделий для телефона предлагались сменные панели корпуса CLIPit, в том числе, впервые в индустрии, неоновые.
Впервые для Siemens применена новая технология виброзвонка, позволяющая выбирать режим вибрации.
Впервые для Siemens реализована возможность записи аудио с последующим использованием записанного в качестве мелодии звонка. Также можно было устанавливать индивидуальные картинки для разных контактов.